# 獨協大学前駅

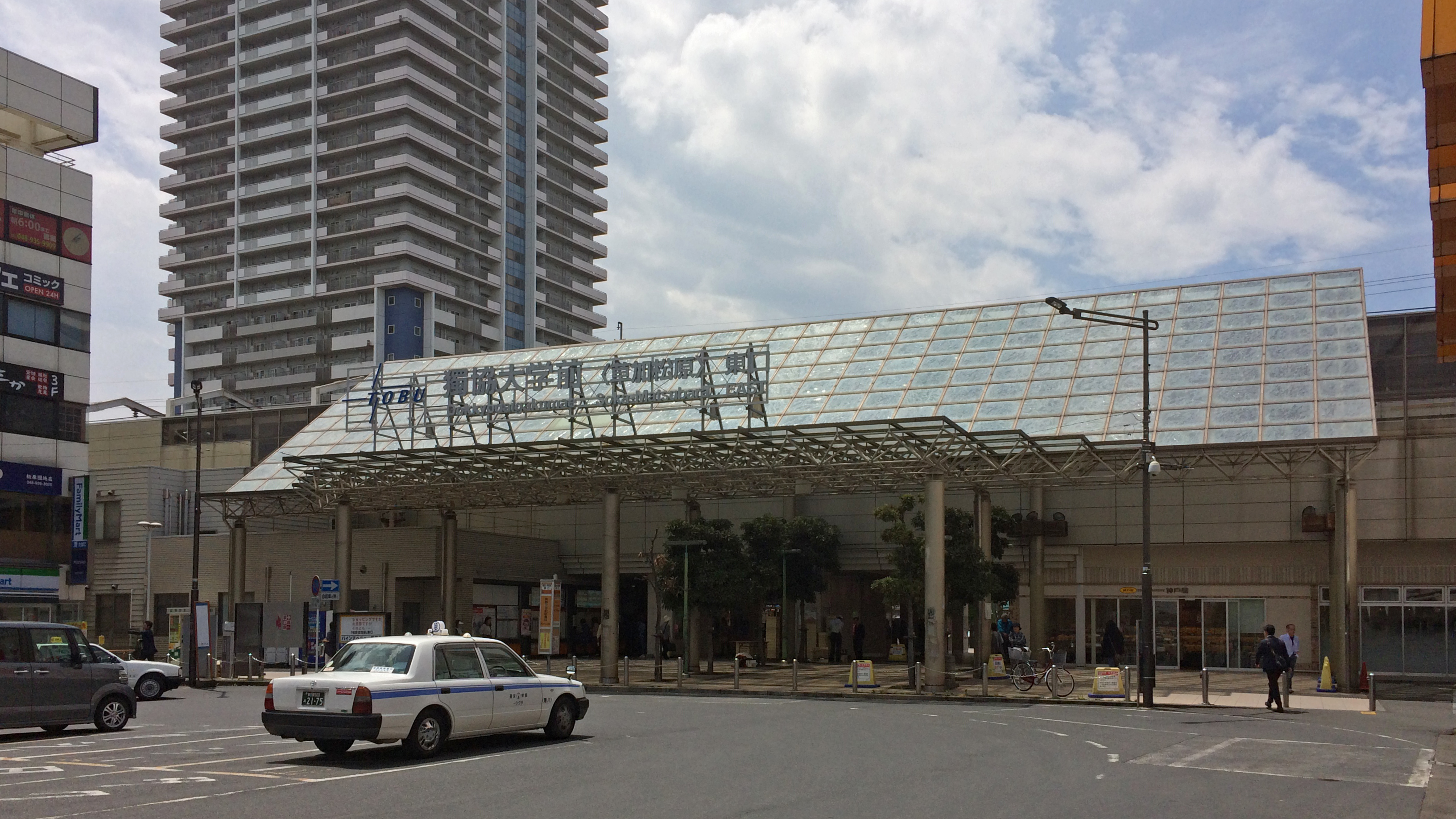
東口（2017年5月）

獨協大学前駅（どっきょうだいがくまええき）は、埼玉県草加市松原一丁目にある、東武鉄道伊勢崎線の駅である。「東武スカイツリーライン」の愛称区間に含まれている。駅番号はTS 17。
「草加松原」（そうかまつばら）の副駅名が設定されている。

## 歴史
東武伊勢崎線は1962年（昭和37年）5月31日に営団地下鉄日比谷線（現・東京メトロ日比谷線）との直通運転を開始し、東京都心部に直結する通勤路線に変貌を遂げた。当時は高度経済成長期の真っ只中で、旺盛な住宅需要に応えるために、「東洋一のマンモス団地」と言われた草加松原団地が線路の西側に隣接する形で建設された。当駅は草加松原団地入居開始に合わせて、同年12月1日に松原団地駅（まつばらだんちえき）として開設した。
1964年（昭和39年）に団地と隣接する形で獨協大学が開校した。獨協大学の誘致には東武鉄道も関与しており、東武鉄道の子会社社長であった関湊が大学運営母体である獨協学園の理事に転じて（後に理事長に就任）大学経営を主導するなど、両者には密接なつながりがあった。
新設当初は地上駅であったが、鉄道高架複々線化事業に伴い、1988年（昭和63年）度より現在の高架駅となった。トラス屋根を生かして自然光を採り入れ、コンコースに樹木やベンチを配するなど、明るい共同空間として仕上げた点が評価され、1993年（平成5年）度の草加市第6回まちなみ景観賞を受賞した。
2003年（平成15年）3月からは、草加松原団地の建物や設備老朽化が進んだことに伴い、都市再生機構（UR）が団地の建替え事業を開始し、コンフォール松原と名称を変えた。
2014年（平成26年）3月に東口の旧日光街道にある草加松原が国指定の名勝「おくのほそ道の風景地」の1つに指定されると駅名変更の動きが地元で高まり、草加商工会議所を中心に「松原団地駅名変更協議会」が設立された。駅名変更の要望は同協議会と市の連名で東武鉄道に提出されていた。
東武鉄道は「大学のあるまち」として地域イメージアップにつながる上、名勝「草加松原」を副駅名とすることで観光地としてのPRにも繋がるとし、2016年（平成28年）6月22日、翌2017年（平成29年）春に駅名を獨協大学前駅（どっきょうだいがくまええき）に改称し、副駅名として「草加松原」を導入することを発表した。また、名称変更に要する費用（約3億円）は獨協大学が全額負担した。地元の要望を受けて駅名を改称するのは、東武鉄道ではこれが初の例となる。

### 年表
- 1962年（昭和37年）12月1日：松原団地駅（まつばらだんちえき）として開設[1]。
- 1985年（昭和60年）12月：上り線高架化完了。
- 1988年（昭和63年）12月：上下線高架化完了[5]。
- 1993年（平成5年）7月：駅構内に「Fine松原」開店。
- 1994年（平成6年）12月15日：エスカレーター2基使用開始。
- 1995年（平成7年）3月28日：エレベーター1基使用開始。
- 2012年（平成24年）3月17日：TS 17の駅番号が設定[6]。
- 2013年（平成25年）4月24日：「Fine松原」が「EQUIA松原」として開店[7]。
- 2017年（平成29年）4月1日：獨協大学前駅に改称[2][3]。
- 2022年（令和4年）12月18日 - 上下線でホームドアの使用開始[8][9]。

## 駅構造
島式ホーム1面2線を有する高架駅。緩行線のみホームがある。
東武鉄道の駅における自動改札機設置時期では、試行的に1972年（昭和47年）から設置していた西新井駅を除くと最も早く、1992年に新駅舎供用と同時だった。

### のりば
| 番線 | 路線                   | 方向 | 行先             |
| ---- | ---------------------- | ---- | ---------------- |
| 1    | 東武スカイツリーライン | 上り | 浅草方面         |
| 2    | 東武スカイツリーライン | 下り | 東武動物公園方面 |

- 上記路線名は旅客案内上の名称（「東武スカイツリーライン」は愛称）で表記している。

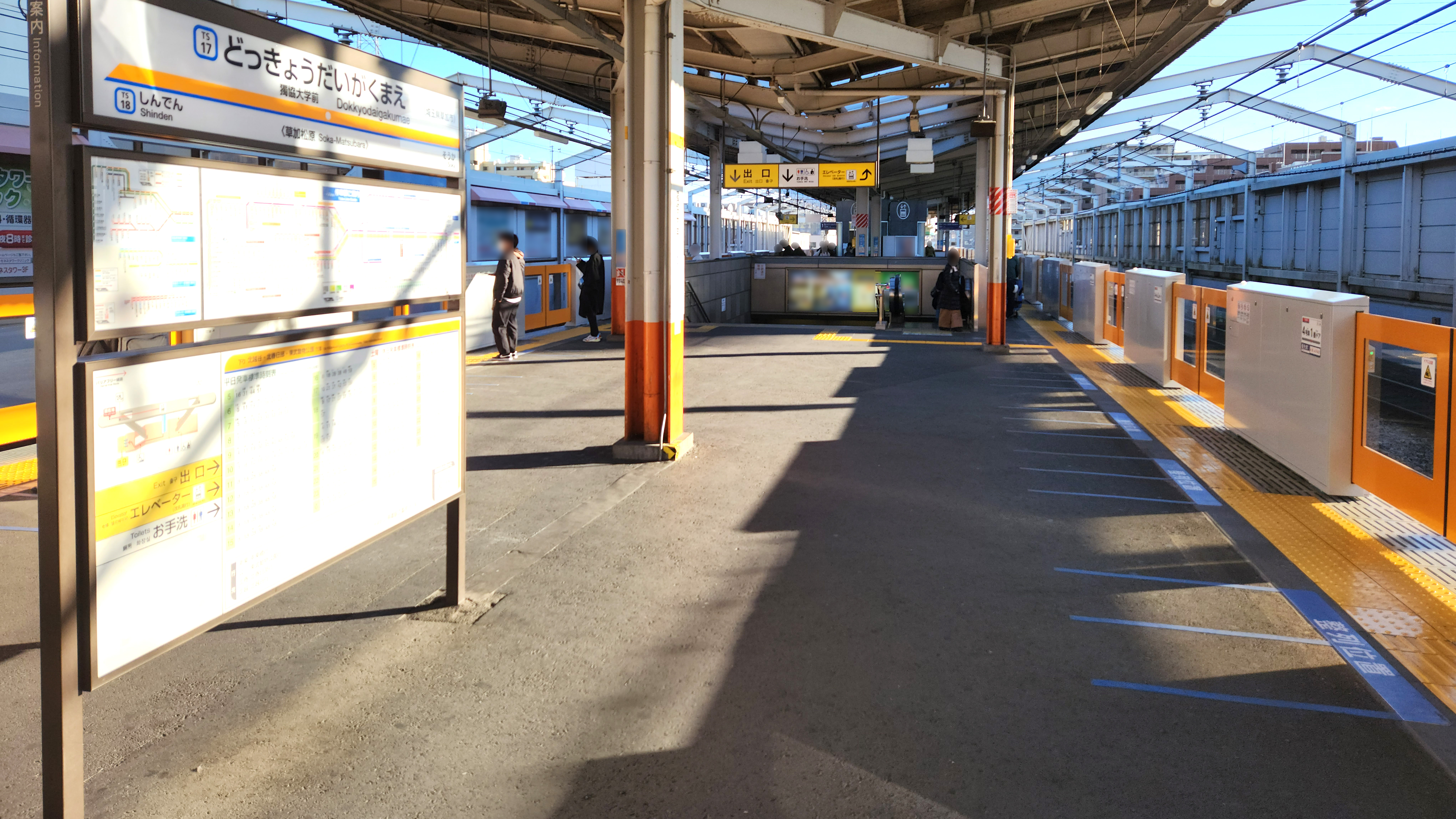
ホーム（2022年12月）
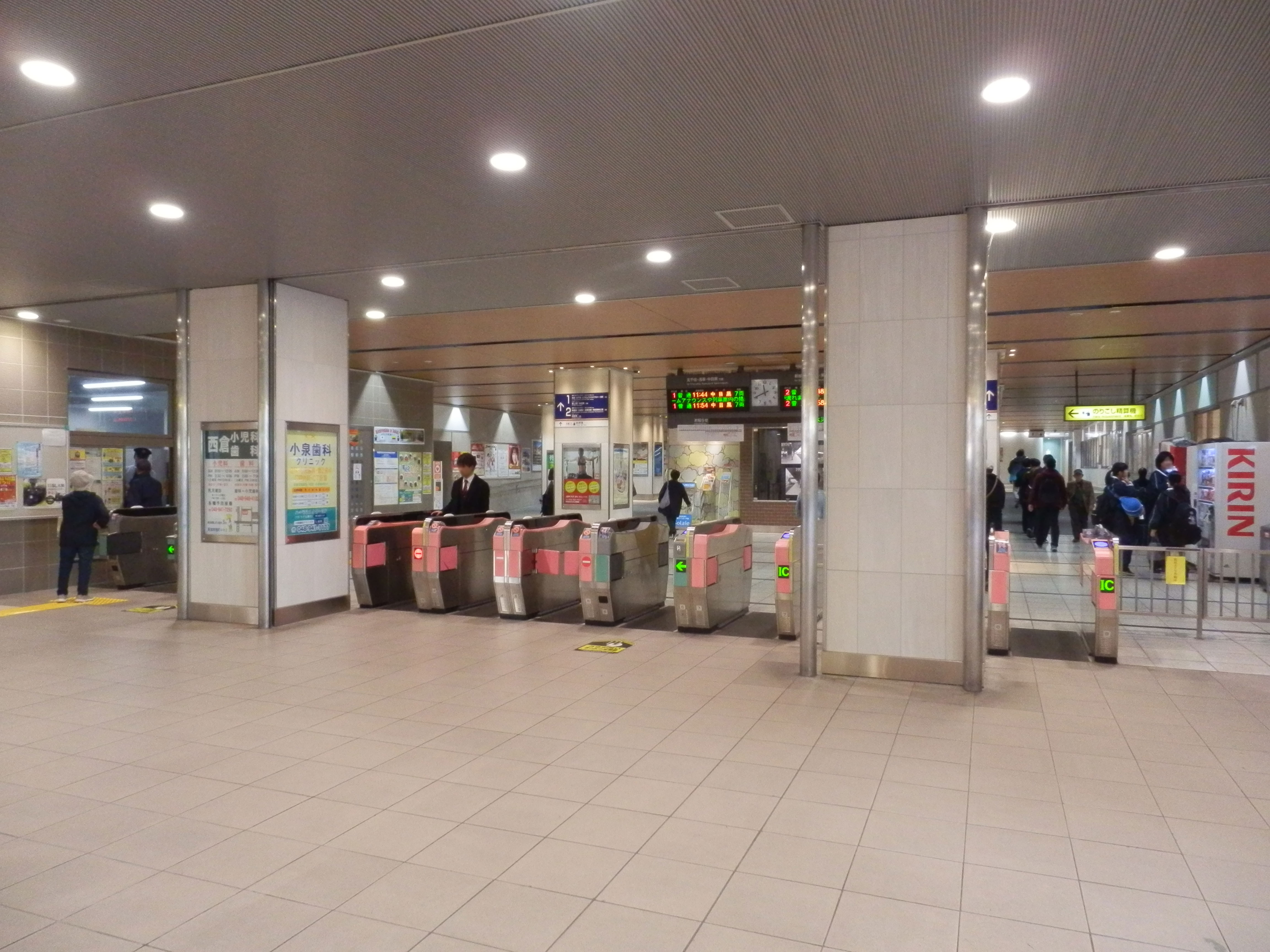
改札口（2019年11月）

## 利用状況
2024年度（令和6年度）の1日平均乗降人員は56,374人である。伊勢崎線の駅では第11位である。伊勢崎線の普通列車のみ停車する駅としては竹ノ塚駅に次いで乗降人員が多い。
近年の1日平均乗降・乗車人員の推移は以下の通り｡
| 年度               | 1日平均 乗降人員 | 1日平均 乗車人員 | 出典       |
| ------------------ | ---------------- | ---------------- | ---------- |
| 1965年（昭和40年） | 25,433           |                  |            |
| 1970年（昭和45年） | 40,299           |                  |            |
| 1975年（昭和50年） | 51,740           |                  |            |
| 1980年（昭和55年） | 59,540           |                  |            |
| 1985年（昭和60年） | 60,094           |                  |            |
| 1989年（平成元年） | 63,237           | 31,734           |            |
| 1990年（平成02年） | 65,810           |                  |            |
| 1993年（平成05年） | 65,060           | 32,569           |            |
| 1998年（平成10年） | 57,981           | 28,539           |            |
| 1999年（平成11年） | 56,640           |                  |            |
| 2000年（平成12年） | 57,640           |                  |            |
| 2001年（平成13年） | 57,891           | 29,327           |            |
| 2002年（平成14年） | 57,155           | 28,873           |            |
| 2003年（平成15年） | 56,517           | 28,513           |            |
| 2004年（平成16年） | 55,723           | 28,034           |            |
| 2005年（平成17年） | 54,850           | 27,495           |            |
| 2006年（平成18年） | 54,525           | 27,275           |            |
| 2007年（平成19年） | 55,164           | 27,624           |            |
| 2008年（平成20年） | 55,088           | 27,513           |            |
| 2009年（平成21年） | 54,562           | 27,248           |            |
| 2010年（平成22年） | 53,970           | 26,942           |            |
| 2011年（平成23年） | 53,642           | 27,797           |            |
| 2012年（平成24年） | 54,570           | 27,216           |            |
| 2013年（平成25年） | 55,512           | 27,700           |            |
| 2014年（平成26年） | 55,458           | 27,690           |            |
| 2015年（平成27年） | 56,266           | 28,096           |            |
| 2016年（平成28年） | 57,480           | 28,783           |            |
| 2017年（平成29年） | 59,221           | 29,651           |            |
| 2018年（平成30年） | 59,971           | 30,010           | [ 東武 3 ] |
| 2019年（令和元年） | 59,443           | 29,745           | [ 東武 4 ] |
| 2020年（令和02年） | 39,657           |                  | [ 東武 5 ] |
| 2021年（令和03年） | 46,419           | 23,225           | [ 東武 6 ] |
| 2022年（令和04年） | 51,352           | 25,699           | [ 東武 7 ] |
| 2023年（令和05年） | 54,286           | 27,161           | [ 東武 8 ] |
| 2024年（令和06年） | 56,374           | 28,205           | [ 東武 1 ] |

## 駅周辺
スーパーや大手ドラッグストア、大手飲食チェーンが多数点在し、カラオケなどの若者向け娯楽施設も多い。西口では市街地再開発が進められ、東武鉄道が商業施設「トーブ イコート」（敷地面積1万2,000㎡）を2023年3月30日に開業した。

### 西口
- コンフォール松原
（旧・草加松原団地）
- 松原ハーモネスタワー
- ハーモネスタワー商店街
- 惣菜・肉の日山
- 草加市役所 松原サービスセンター
- 草加市子育て支援センター
- 草加松原郵便局
- 草加市立中央図書館
- 松原団地西口公園
- 松原団地記念公園
- 埼友草加病院
- 伝右川
- 獨協大学通り
- 獨協大学
- 獨協地域と子ども法律事務所
- 獨協大学コミュニティスクエア
- 草加警察署松原交番
- 東武ストア 松原店
- ベルクス 草加松原店
- トーブイコート

### 東口
- 埼玉県道403号獨協大学前停車場線
- 東京都道・埼玉県道49号足立越谷線
- 綾瀬川
- 草加松原遊歩道（旧日光街道）
- 草加市文化会館
- 草加市民体育館
- 草加郵便局
- 国際高等学院
- 柴田科学草加本社工場

## バス路線
東口と西口にロータリーがあり、そこから路線バスが運行されている。運行路線の詳細は東武バスセントラル草加営業事務所および朝日自動車越谷営業所を参照。

### 東口発着
| 乗り場 | 系統   | 行先         | 運行事業者                                        | 備考          |
| ------ | ------ | ------------ | ------------------------------------------------- | ------------- |
| 1      | 松原32 | 八潮団地     | 東武バスセントラル                                |               |
| 1      | 松原33 | 工業団地南   | 東武バスセントラル                                | 休日運休      |
| 2      | 松原36 | 新田駅東口   | 東武バスセントラル                                |               |
| 2      | 松原34 | 青柳五丁目   | 東武バスセントラル                                | 1日1 - 2本    |
| 2      | 松原37 | そうか公園   | 東武バスセントラル                                | 1日1本のみ    |
| 2      | 松原35 | 柿木二区     | 東武バスセントラル                                | 平日朝1本のみ |
| 2      | N-1    | 草加市立病院 | 草加市コミュニティバス パリポリくんバス北東ルート |               |
| 2      | N-1    | 柿木公民館   | 草加市コミュニティバス パリポリくんバス北東ルート |               |

- 上野駅・北千住駅からの深夜急行バスは東口に到着。
- 草加市コミュニティバス「パリポリくんバス」北東ルートの運行は東武バスセントラル。

### 西口発着
| 乗り場 | 系統      | 行先         | 運行事業者                                        | 備考           |
| ------ | --------- | ------------ | ------------------------------------------------- | -------------- |
| 1      | SW01      | 新栄団地     | 草加市コミュニティバス パリポリくんバス新田ルート |                |
| 1      | SW01      | 草加市立病院 | 草加市コミュニティバス パリポリくんバス新田ルート |                |
| 2      | DK21 DK22 | 新田駅東口   | 朝日自動車                                        |                |
| 2      | DK21 DK22 | 原町三丁目   | 朝日自動車                                        |                |
| 3      | 草加15    | 草加駅西口   | 東武バスセントラル                                | 土休日のみ運転 |

- 草加市コミュニティバス「パリポリくんバス」新田ルートの運行は朝日自動車。

## その他
- 駅東側にある草加八潮工業団地にある企業の送迎バスの多くが当駅に乗り入れている。
- 高架複々線化工事の際、将来の下り急行線の敷地を利用して待避線が設けられていたことがあった。この待避線は東武鉄道西新井工場出場車の試運転・出場回送や回送列車などの待避に使用された。

## 隣の駅
東武鉄道
 東武スカイツリーライン
■急行・■区間急行・■準急・■区間準急
通過
■普通
草加駅 (TS 16) - 獨協大学前駅 (TS 17) - 新田駅 (TS 18)